# رون لايل
رون لايل (بالإنجليزية: Ron Lyle)‏ مواليد 12 فبراير 1941 في دايتون، الولايات المتحدة - الوفاة 26 نوفمبر 2011 في دنفر، الولايات المتحدة، كان ملاكم أمريكي سابق صنّف ضمن فئة الوزن الثقيل.

## إحصائيات
خاض خلال مسيرته 51 نزالا، فاز في 43 وتعادل في 1 وخسر في 7. فاز بالضربة القاضية في 31 نزالا.

## روابط خارجية
- رون لايل على موقع IMDb (الإنجليزية)
- رون لايل على موقع بوكس ريك (الإنجليزية) (registration required)